# N.C. Nielsen-Man
Niels Christian Nielsen-Man R.   (født 20. januar 1894 i Tranum Enge - død 20. januar 1969)  var en dansk politiker og medlem af Landstinget for Venstre fra 1932 - 1953. Han blev formand for Statens Jordlovsudvalg i 1947. Han var gift med Magdalene, med hvem han blandt andet fik sønnen Bernhard Nielsen-Man, der senere blev borgmester i Farsø Kommune.